# Mozzarella
Mozzarella (tiếng Anh: /ˌmɒtsəˈrɛlə/; tiếng Ý: [mottsaˈrɛlla]) là một loại phô mai truyền thống của miền nam Ý được làm từ sữa trâu theo phương pháp pasta filata. Mozzarella nhận được một chứng nhận Đặc sản truyền thống đảm bảo (TSG) từ Liên minh châu Âu trong năm 1998. Đề án bảo vệ này yêu cầu mozzarella bán tại Liên minh châu Âu được sản xuất theo một công thức truyền thống. Việc xác nhận TSG không xác định nguồn gốc của sữa, vì vậy bất kỳ loại sữa nào cũng có thể được sử dụng. Ở Ý, mozzarella làm từ sữa trâu là một loại thành phần quan trọng. Các mozzarella sữa trâu bán ra gọi là Mozzarella di Bufala Campana được bảo vệ theo chỉ dẫn nguồn gốc được bảo vệ của kế hoạch EU và chỉ có thể được sản xuất tại các địa điểm lựa chọn ở các vùng Campania, Lazio, Apulia và Molise.
Mozzarella tươi thường có màu trắng, nhưng có thể thay đổi theo mùa trở thành hơi vàng tùy thuộc vào chế độ ăn uống của gia súc cho sữa. Do độ ẩm cao của nó, nó truyền thống được dùng vào ngày hôm sau khi nó được làm ra,, nhưng có thể được giữ trong nước muối cho đến một tuần hoặc lâu hơn khi được bán trong các gói niêm phong chân không. Mozzarella độ ẩm thấp có thể được giữ trong tủ lạnh cho đến một tháng, mặc dù một số mozzarella cắt nhỏ có độ ẩm thấp được bán trên kệ để cả đến sáu tháng. Mozzarella của một số loại cũng được sử dụng cho hầu hết các loại bánh pizza và một số món ăn mì ống, hoặc ăn kèm với cà chua cắt lát và rau húng quế trong Caprese salad.

Mozzarella với Oregano